# Opesia descendens
Opesia descendens là một loài ruồi trong họ Tachinidae.